# 뉴트로이스
뉴트로이스(Neutrois)는 성 정체성의 한 종류이다. 본인을 여성이나 남성이 아닌 제3의 성이라고 생각하는 성 정체성이며, 스스로 중성화된 신체를 가지고자하는 사람들로 남성으로 태어난 사람의 경우 거세나 완전거세로 남성의 외성기가 제거되기를 바란다. 여성으로 태어난 뉴트로이스 사람은 유방 제거술을 받거나 남성처럼 완전거세나 거세를 소망한다. 에이젠더와 비슷하면서도 다른 개념이다. 신체이형장애의 일종인 스콥트 증후군에 의해 뉴트로이스가 되는 경우도 있다.